# 尹述賢
尹述賢（1897年7月11日—1980年1月31日），字思齊。貴州省金沙縣人，祖籍四川省安岳縣。民國37年（1948年）在貴州省第二選區當選第一屆立法委員。

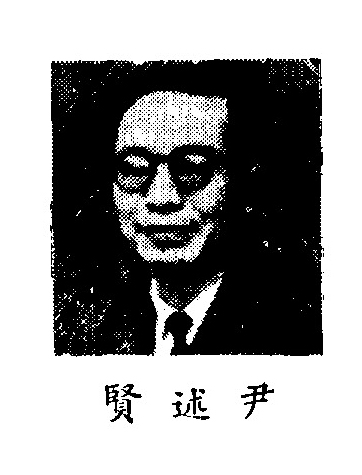
出席制憲國民大會代表時

## 生平[2][3][4]
- 北平朝陽大學法律系畢業
- 中央宣傳部出版科長
- 中央通訊社南京總社第一任社長、北平分社社長
- 北平華北日報社社長
- 北平私立京華美術學院院長
- 中國國民黨貴州省黨部委員
- 中央宣傳部專員室主任
- 中央宣傳部出版事業處處長
- 戰地黨政委員會黨務組副組長
- 國民參政會參政員
- 制憲國民大會代表
- 民國37年，當選立法委員
- 1980年1月31日台北逝世[5]